# Bakkableikjene
Bakkableikjene est une île norvégienne du comté de Vestland appartenant administrativement à Fitjar.

## Description
Rocheuse et pratiquement désertique, à fleur d'eau, elle s'étend sur environ 65 m de longueur pour une largeur approximative de 31 m. 